# Josep Comas i Costa
Josep Comas i Costa   (Badalona, 1886 - Badalona, 1919) va ser un pensador i escriptor català.
Va néixer a Badalona el 1886, en una família humil. Va ser deixeble de Francesc Feliu i Vegués, i després va estudiar Comerç a la ciutat de Barcelona. En l'àmbit laboral, va ser funcionari municipal i, més tard, va entrar com a administratiu a la fàbrica de llaunes Gottardo de Andreis. Membre del patronat del Llegat de Roca i Pi, va destacar per la feina que hi va fer.
Persona d'ideologia republicana, va col·laborar amb diverses publicacions barcelonines de caràcter anarquista com Natura i El Productor Literario, on va publicar diversos assaigs filosòfics, però també amb capçaleres locals badalonines catalanistes i republicanes com Pàtria i Llibertat o Gent Nova. Va morir el 1919 encara jove. El seu enterrament va ser de caràcter civil, a un nínxol de l'antic cementiri lliure de Badalona, fora del recinte del cementiri vell, llavors encara destinat a catòlics, i va comptar amb la presència de Francesc Layret. La seva mort va ser molt sentida des dels sectors progressistes, i en opinió del setmanari anarcosindicalista La Colmena Obrera «Comas Costa, a pesar de su situación, pensaba a la moderna».
Poc després de la seva mort, es va formar una comissió de persones que va ocupar-se de publicar un recull dels escrits, que va aparèixer en forma de llibre el 1922 amb el títol Fulles disperses, un total de 207 pàgines impreses a la Impremta J. Casas de Badalona.